# Предприятие (пароход)
«Предприятие» — колесный пароход Каспийской флотилии Российской империи. Один из первых пароходов на Нижней Волге и в Каспийском море. 

## Описание парохода
Колёсный деревянный пароход с паровой машиной мощностью 40 лошадиных сил.

## История службы
Колёсный пароход «Предприятие» был построен в Астрахани корабельным мастером подпоручиком С. О. Бурачёком и после спуска на воду вошёл в состав Каспийской флотилии России. Совместно с пароходом «Кура» был одним из двух пароходов, построенных по собственному проекту мастера.
В 1833 году совершил испытательный рейс от Астрахани до Баку. В кампанию 1835 года совершал плавания в Каспийском море.